# Astracantha theodoroviana
Astracantha theodoroviana là một loài thực vật có hoa trong họ Đậu. Loài này được (Fed. & Rzazade) Czerep. miêu tả khoa học đầu tiên.